# Läpisyöstö (ö, lat 61,85, long 29,53)
Läpisyöstö är en ö i Finland. Den ligger i sjön Puruvesi och i kommunen Nyslott i  landskapet Södra Savolax, i den sydöstra delen av landet, 300 km nordost om huvudstaden Helsingfors. Öns area är 3,2 hektar och dess största längd är 280 meter i öst-västlig riktning.